# Digitale Infrastruktur
Die digitale Infrastruktur ist der Teil der Telekommunikations-Infrastruktur eines Landes, der digitale Dienste und netzbasierte Geschäftsmodelle ermöglicht. Sie ist Grundlage für die Digitale Transformation und Digitalisierung in der Wissensgesellschaft. Eine leistungsfähige digitale Infrastruktur ist mit dem Wachstum des Internet und des World Wide Web sowie durch die Beschleunigung der Digitalen Revolution seit den 1990er Jahren zu einem der wichtigsten Wettbewerbsfaktoren für Wirtschaft und Wissenschaft geworden. Eine Grundversorgung mit Breitbandzugang wird zunehmend als Aufgabe der staatlichen Daseinsvorsorge gesehen.

## Geschichte
In den 1960er Jahren wurde mit dem militärischen Projekt Arpanet in den USA eine Dezentralisierung der Informations- und Kommunikationsinfrastruktur angestrebt. Grundlage war das bereits ausgebaute Telefonnetz, obwohl dieses auf analogem elektronischen Datentransfer beruhte. Anfänglich waren es vor allem Universitäten und Forschungseinrichtungen, die auf eine digitale IT-Infrastruktur angewiesen waren.
In den 1990er Jahren wurde mit Einführung des World Wide Web die Metapher der Datenautobahn geprägt, welche die Verbindung zum traditionellen Infrastrukturbegriff herstellte. Der Ausbau der digitalen Infrastruktur erfolgte vor allem innerhalb der Unternehmen und Institutionen durch Rechenzentren.
In den 2000er und 2010er Jahren sind weltweit die Anforderungen an die Leistungsfähigkeit der festen und mobilen Netze (Flächendeckung, Bandbreite) weiter stark gestiegen.

## Komponenten der digitalen Infrastruktur
Zur Hardware und Software der digitalen Infrastruktur zählen unter anderem:
- Glasfasernetze und Mobilfunknetze
- Internet-Knoten, Internet-Backbone
- Vectoring, Supervectoring
- Server, Router und Switches
- Hosting und Cloud Computing (z. B. Amazon Web Services)
- Öffentliches WLAN[8]
- IP-Adressen und das Domain Name System (DNS)

Der Zugriff auf digitale Netzwerke wird durch verschiedene Netzwerkprotokolle geregelt. Besondere Bedeutung kommt dabei der Netzwerksicherheit zu.

## Ausbau der digitalen Infrastruktur in Europa

### Europäische Union
Die Europäische Kommission hat 2016 bekräftigt, dass der Ausbau hochleistungsfähiger fester und drahtloser Breitbandnetzanbindungen in der Europäischen Union eine wichtige Voraussetzung für die Schaffung des Digitalen Binnenmarkts darstellt. Die Europäische Union dürfte jedoch das angestrebte Ziel verfehlen, bis 2020 alle EU-Bürger mit Breitbandanschlüssen über 30 Megabit pro Sekunde zu versorgen. In einem Sonderbericht im Dezember 2018 stellte der Europäische Rechnungshof fest, dass sich die Breitbandversorgung EU-weit im Allgemeinen zwar verbessert hat, die Nutzung ultraschneller Breitbanddienste aber deutlich unter der Zielvorgabe liegt. Auch die Anbindung von ländlichen Gebieten, in denen Investitionen für den Privatsektor weniger attraktiv sind, ist nach wie vor schlechter als die von Städten.

### Deutschland
In Deutschland wurde 2014 mit der Digitalen Agenda 2014–2017 unter anderem der flächendeckende Ausbau von Hochleistungsnetzen beschlossen. Kritisiert wird, dass der Ausbau nur schleppend vorangeht. Auf den Digital-Gipfeln der Bundesregierung steht seit Jahren das Thema Ausbau von Breitband sowie der Ausbau von konvergenten Netzen als „Infrastruktur für die Gigabit-Gesellschaft“ im Mittelpunkt. Mit dem Digitalinfrastrukturfondsgesetz vom 17. Dezember 2018 wurde ein Sondervermögen des Bundes errichtet, mit dem insbesondere der Ausbau von Breitbandnetzen sowie die digitale Infrastruktur für Schulen (Digitalpakt) gefördert werden sollen. Vor allem im ländlichen Raum besteht Bedarf am Ausbau einer breitbandigen digitalen Infrastruktur. Die Stromnetze sollen zu intelligenten Stromnetzen ausgebaut werden, um die Effizienz der Energieversorgung zu steigern.

### Österreich
Die Umsetzung der Breitbandstrategie 2020 soll dazu dienen, die digitale Kluft zwischen Land und Stadt zu schließen. Als wichtige Ziele beim Ausbau der digitalen Infrastruktur werden Verfügbarkeit, Zugänglichkeit, Sicherheit und Neutralität angesehen.

### Schweiz
Die Schweiz lag 2018 bei der Hochbreitband-Abdeckung (mindestens 100 Megabit pro Sekunde download) nach Malta und den Niederlanden in Europa auf dem dritten Platz. Seit Anfang 2019 wird das 5G-Mobilfunknetz in der Schweiz zügig ausgebaut, was jedoch auch auf Widerstand stößt.